# نقص حليب الأطفال في الولايات المتحدة 2022

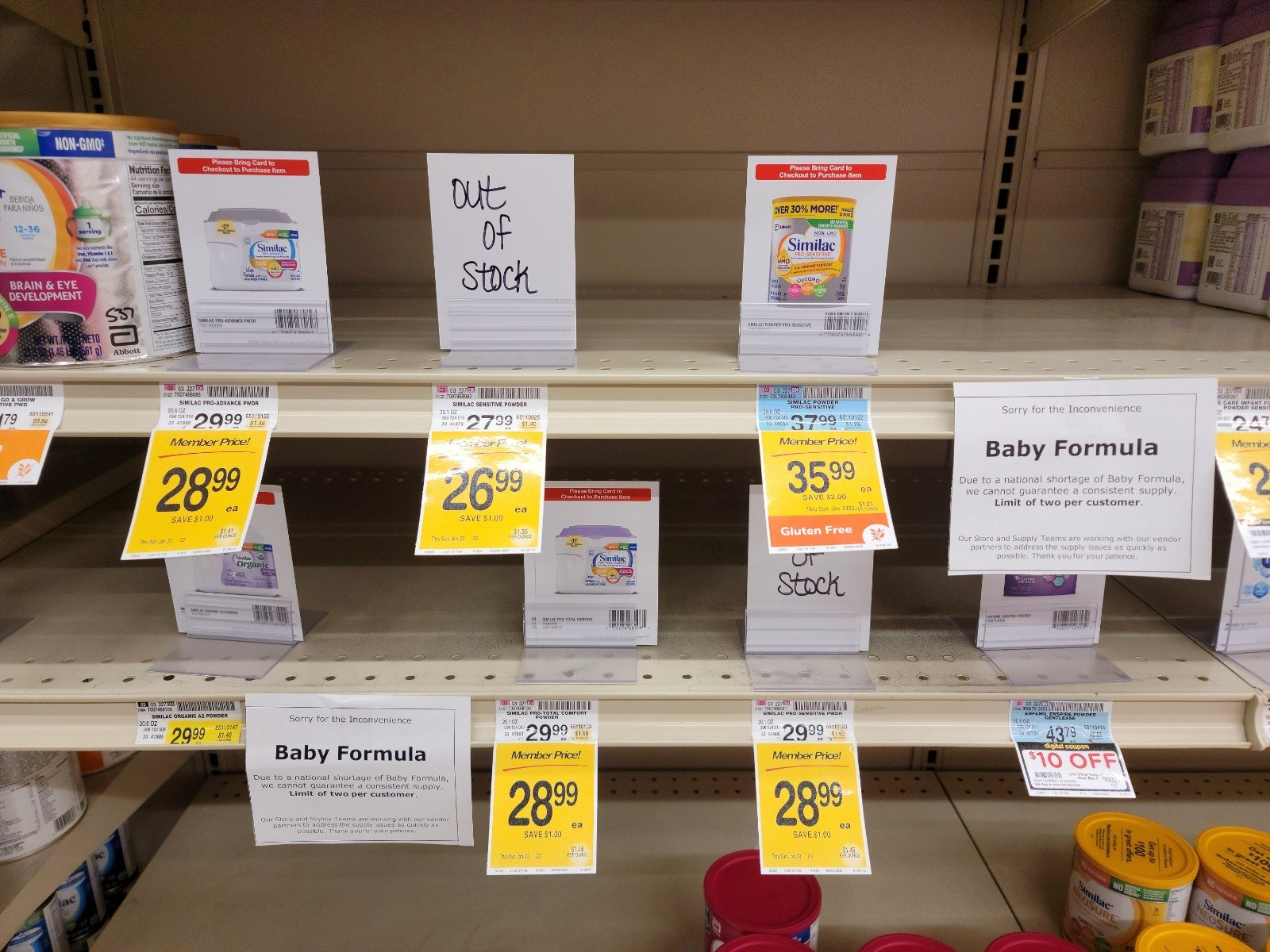
أرفف فارغة من حليب الأطفال في متجر Safeway في مونرو ، واشنطن

نقص حليب الأطفال في الولايات المتحدة 2022 في عام 2022 عانت الولايات المتحدة من نقص حاد في حليب الأطفال نتيجة لأزمة سلسلة التوريد العالمية 2021-2022 التي تفاقمت بسبب استدعاء منتج واسع النطاق بعد وفاة طفلين بعد تناول حليب أبوت للرضع. على عكس المنتجات الغذائية الأخرى لا تحتوي حليب الأطفال غالبًا على بديل متاح ومقبول كمصدر للتغذية لأولئك الذين يعتمدون عليها. بالإضافة إلى الرضع أثرت التركيبة الغذائية على المرضى غير الرضع الذين يحتاجون إلى تغذية أنفية معدية أو لديهم حالات أخرى معينة.
اعتبارًا من 14 مايو تم الإبلاغ عن معدلات نفاد المخزون على مستوى البلاد بنسبة 43٪ مقارنة بـ 31 ٪ قبل أسبوعين وبحلول 22 مايو ارتفعت إلى 70٪، (تذكر صحيفة وول ستريت جورنال أن المعدل الطبيعي للخروج من المخزون هو 10٪، بينما تقول مصادر أخرى أنه في النصف الأول من عام 2021 كانت المعدلات خارج المخزون 2٪ -8٪) في كثير من الأماكن تكون أرفف المتاجر فارغة. كانت ديلاوير وكانساس وتينيسي أكثر الولايات تضررًا. اعتبارًا من منتصف مايو توقع المصنعون وتجار التجزئة تأخيرًا لمدة شهور قبل استعادة مخزون الحليب بالكامل. في 27 مايو أبلغ مفوض إدارة الغذاء والدواء روبرت كاليف لجنة الصحة بمجلس الشيوخ أن النقص سيستمر حتى يوليو. كما تم الشعور بآثار النقص في كندا.